# Oscar för bästa smink

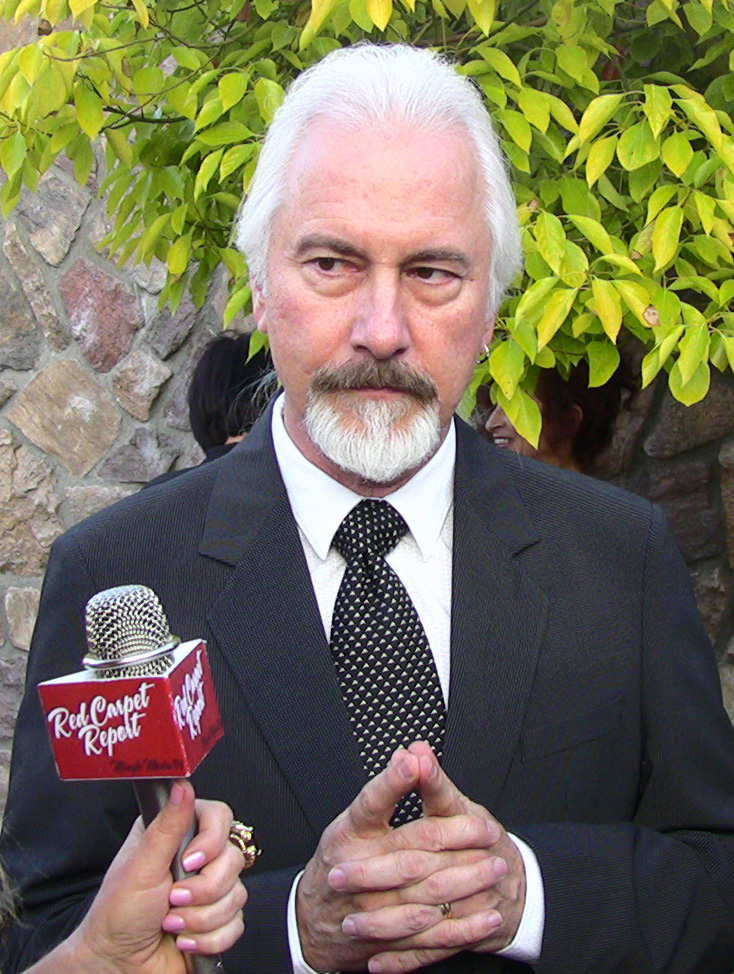
Rick Baker på Saturn Awards 2011

Nedan följer en lista över vinnare och nominerade av en Oscar för Bästa smink, (Academy Award for Best Makeup and Hairstyling). Priset har delats ut kontinuerligt sedan den 54:e galan, med undantag för 1983 då inget pris delades ut. Tidigare har priset delats ut två gånger som en Specialoscar under 60-talet. 
Rick Baker håller rekordet för både vinster och nomineringar, där han blivit nominerad 11 gånger, varav 7 av dessa lett till vinst.
Vinnare presenteras överst i gul färg och fetstil, och övriga nominerade för samma år och subkategori följer efter. Åren avser det år som filmerna hade premiär, varpå de sedan tilldelades priset på galan året efter.

## Vinnare och nominerade

### Specialoscar (1964-1968)
| År             | Film               | Makeup-artist     |
| 1964 (37:e)    |                    |                   |
| -------------- | ------------------ | ----------------- |
| 1964 (37:e)    | 7 Faces of Dr. Lao | William J. Tuttle |
| 1968 (41:a)    |                    |                   |
| Apornas planet | John Chambers      |                   |

### 1980-talet
| År                                            | Film                                          | Makeup-artist(er) |
| 1981 (54:e)                                   |                                               |                   |
| --------------------------------------------- | --------------------------------------------- | ----------------- |
| 1981 (54:e)                                   | En amerikansk varulv i London                 | Rick Baker        |
| 1981 (54:e)                                   | Heartbeeps                                    | Stan Winston      |
| 1982 (55:e)                                   |                                               |                   |
| Kampen om elden                               | Sarah Monzani och Michèle Burke               |                   |
| Gandhi                                        | Tom Smith                                     |                   |
| 1983 (56:e)                                   |                                               |                   |
| Inget pris delades ut detta år                |                                               |                   |
| 1984 (57:e)                                   |                                               |                   |
| Amadeus                                       | Paul LeBlanc och Dick Smith                   |                   |
| Greystoke: Legenden om Tarzan, apornas konung | Rick Baker och Paul Engelen                   |                   |
| 2010                                          | Michael Westmore                              |                   |
| 1985 (58:e)                                   |                                               |                   |
| Mask                                          | Michael Westmore och Zoltan Elek              |                   |
| Purpurfärgen                                  | Ken Chase                                     |                   |
| Remo – obeväpnad, men livsfarlig              | Carl Fullerton                                |                   |
| 1986 (59:e)                                   |                                               |                   |
| Flugan                                        | Chris Walas och Stephan Dupuis                |                   |
| Grottbjörnens folk                            | Michael Westmore och Michèle Burke            |                   |
| Legenden - mörkrets härskare                  | Rob Bottin och Peter Robb-King                |                   |
| 1987 (60:e)                                   |                                               |                   |
| Bigfoot och Hendersons                        | Rick Baker                                    |                   |
| Briljanta bedragare                           | Bob Laden                                     |                   |
| 1988 (61:a)                                   |                                               |                   |
| Beetlejuice                                   | Ve Neill, Steve La Porte och Robert Short     |                   |
| En prins i New York                           | Rick Baker                                    |                   |
| Spökenas hämnd                                | Tom Burman och Bari Dreiband-Burman           |                   |
| 1989 (62:a)                                   |                                               |                   |
| På väg med miss Daisy                         | Manlio Rocchetti, Lynn Barber och Kevin Haney |                   |
| Baron Münchausens äventyr                     | Maggie Weston och Fabrizio Sforza             |                   |
| Dad                                           | Dick Smith, Ken Diaz och Greg Nelson          |                   |

### 1990-talet
| År                                      | Film                                                    | Makeup-artist(er)                      |
| 1990 (63:e)                             |                                                         |                                        |
| --------------------------------------- | ------------------------------------------------------- | -------------------------------------- |
| 1990 (63:e)                             | Dick Tracy                                              | John Caglione, Jr. och Doug Drexler    |
| 1990 (63:e)                             | Cyrano de Bergerac                                      | Michèle Burke och Jean-Pierre Eychenne |
| 1990 (63:e)                             | Edward Scissorhands                                     | Ve Neill och Stan Winston              |
| 1991 (64:e)                             |                                                         |                                        |
| Terminator 2 - Domedagen                | Stan Winston och Jeff Dawn                              |                                        |
| Hook                                    | Christina Smith, Monty Westmore och Greg Cannom         |                                        |
| Star Trek VI – The Undiscovered Country | Michael Mills, Edward French och Richard Snell          |                                        |
| 1992 (65:e)                             |                                                         |                                        |
| Bram Stokers Dracula                    | Greg Cannom, Michèle Burke och Matthew W. Mungle        |                                        |
| Batman - Återkomsten                    | Carl Fullerton och Alan D'Angerio                       |                                        |
| Hoffa                                   | Ve Neill, Greg Cannom och John Blake                    |                                        |
| 1993 (66:e)                             |                                                         |                                        |
| Välkommen Mrs. Doubtfire                | Greg Cannom, Ve Neill och Yolanda Toussieng             |                                        |
| Philadelphia                            | Carl Fullerton och Alan D'Angerio                       |                                        |
| Schindler's List                        | Christina Smith, Matthew Mungle och Judy Alexander Cory |                                        |
| 1994 (67:e)                             |                                                         |                                        |
| Ed Wood                                 | Rick Baker, Ve Neill och Yolanda Toussieng              |                                        |
| Forrest Gump                            | Daniel C. Striepeke, Hallie D'Amore och Judith A. Cory  |                                        |
| Frankenstein                            | Daniel Parker, Paul Engelen och Carol Hemming           |                                        |
| 1995 (68:e)                             |                                                         |                                        |
| Braveheart                              | Peter Frampton, Paul Pattison och Lois Burwell          |                                        |
| My Family                               | Ken Diaz och Mark Sanchez                               |                                        |
| I nöd och lust                          | Greg Cannom, Bob Laden och Colleen Callaghan            |                                        |
| 1996 (69:e)                             |                                                         |                                        |
| Den galna professorn                    | Rick Baker och David LeRoy Anderson                     |                                        |
| Skuggor från det förflutna              | Matthew W. Mungle och Deborah La Mia Denaver            |                                        |
| Star Trek: First Contact                | Michael Westmore, Scott Wheeler och Jake Garber         |                                        |
| 1997 (70:e)                             |                                                         |                                        |
| Men in Black                            | Rick Baker och David LeRoy Anderson                     |                                        |
| Hennes majestät Mrs. Brown              | Lisa Westcott, Veronica Brebner och Beverley Binda      |                                        |
| Titanic                                 | Tina Earnshaw, Greg Cannom och Simon Thompson           |                                        |
| 1998 (71:a)                             |                                                         |                                        |
| Elizabeth                               | Jenny Shircore                                          |                                        |
| Rädda menige Ryan                       | Lois Burwell, Conor O'Sullivan och Daniel C. Striepeke  |                                        |
| Shakespeare in Love                     | Lisa Westcott och Veronica Brebner                      |                                        |
| 1999 (72:a)                             |                                                         |                                        |
| Topsy-Turvy                             | Christine Blundell och Trefor Proud                     |                                        |
| Austin Powers: The Spy Who Shagged Me   | Michèle Burke och Mike Smithson                         |                                        |
| 200-årsmannen                           | Greg Cannom                                             |                                        |
| Life                                    | Rick Baker                                              |                                        |

### 2000-talet
| År                                                                 | Film                                        | Makeup-artist(er)                   |
| 2000 (73:e)                                                        |                                             |                                     |
| ------------------------------------------------------------------ | ------------------------------------------- | ----------------------------------- |
| 2000 (73:e)                                                        | Grinchen – julen är stulen                  | Rick Baker och Gail Ryan            |
| 2000 (73:e)                                                        | The Cell                                    | Michèle Burke och Edouard Henriques |
| 2000 (73:e)                                                        | Shadow of the Vampire                       | Ann Buchanan och Amber Sibley       |
| 2001 (74:e)                                                        |                                             |                                     |
| Sagan om ringen                                                    | Peter Owen och Richard Taylor               |                                     |
| A Beautiful Mind                                                   | Greg Cannom och Colleen Callaghan           |                                     |
| Moulin Rouge!                                                      | Maurizio Silvi och Aldo Signoretti          |                                     |
| 2002 (75:e)                                                        |                                             |                                     |
| Frida                                                              | John Jackson och Beatrice De Alba           |                                     |
| The Time Machine                                                   | John M. Elliott, Jr. och Barbara Lorenz     |                                     |
| 2003 (76:e)                                                        |                                             |                                     |
| Sagan om konungens återkomst                                       | Richard Taylor och Peter King               |                                     |
| Master and Commander – Bortom världens ände                        | Edouard Henriques III och Yolanda Toussieng |                                     |
| Pirates of the Caribbean: Svarta Pärlans förbannelse               | Ve Neill och Martin Samuel                  |                                     |
| 2004 (77:e)                                                        |                                             |                                     |
| Lemony Snickets berättelse om syskonen Baudelaires olycksaliga liv | Valli O'Reilly och Bill Corso               |                                     |
| The Passion of the Christ                                          | Keith VanderLaan och Christien Tinsley      |                                     |
| Gråta med ett leende                                               | Jo Allen och Mannuel Garcia                 |                                     |
| 2005 (78:e)                                                        |                                             |                                     |
| Berättelsen om Narnia: Häxan och lejonet                           | Howard Berger och Tami Lane                 |                                     |
| Cinderella Man                                                     | David Leroy Anderson och Lance Anderson     |                                     |
| Star Wars: Episod III – Mörkrets hämnd                             | Dave Elsey och Nikki Gooley                 |                                     |
| 2006 (79:e)                                                        |                                             |                                     |
| Pans labyrint                                                      | David Martí och Montse Ribé                 |                                     |
| Apocalypto                                                         | Aldo Signoretti och Vittorio Sodano         |                                     |
| Click                                                              | Kazuhiro Tsuji och Bill Corso               |                                     |
| 2007 (80:e)                                                        |                                             |                                     |
| La vie en rose – berättelsen om Edith Piaf                         | Didier Lavergne och Jan Archibald           |                                     |
| Norbit                                                             | Rick Baker och Kazuhiro Tsuji               |                                     |
| Pirates of the Caribbean: Vid världens ände                        | Ve Neill och Martin Samuel                  |                                     |
| 2008 (81:a)                                                        |                                             |                                     |
| Benjamin Buttons otroliga liv                                      | Greg Cannom                                 |                                     |
| The Dark Knight                                                    | John Caglione, Jr. och Conor O'Sullivan     |                                     |
| Hellboy II: The Golden Army                                        | Mike Elizalde och Thom Floutz               |                                     |
| 2009 (82:a)                                                        |                                             |                                     |
| Star Trek                                                          | Barney Burman, Mindy Hall och Joel Harlow   |                                     |
| Il divo: La spettacolare vita di Giulio Andreotti                  | Aldo Signoretti och Vittorio Sodano         |                                     |
| Young Victoria                                                     | Jon Henry Gordon och Jenny Shircore         |                                     |

### 2010-talet
| År          | Film                                                  | Makeup-artist(er)                                               |
| ----------- | ----------------------------------------------------- | --------------------------------------------------------------- |
| 2010 (83:e) | The Wolfman                                           | Rick Baker och Dave Elsey                                       |
| 2010 (83:e) | Barneys många liv                                     | Adrien Morot                                                    |
| 2010 (83:e) | The Way Back                                          | Gregory Funk, Edouard F. Henriques och Yolanda Toussieng        |
| 2011 (84:e) | Järnladyn                                             | Mark Coulier och J. Roy Helland                                 |
| 2011 (84:e) | Albert Nobbs                                          | Martial Corneville, Lynn Johnson och Matthew W. Mungle          |
| 2011 (84:e) | Harry Potter och dödsrelikerna – Del 2                | Nick Dudman, Amanda Knight och Lisa Tomblin                     |
| 2012 (85:e) | Les Misérables                                        | Lisa Westcott och Julie Dartnell                                |
| 2012 (85:e) | Hitchcock                                             | Howard Berger, Peter Montagna och Martin Samuel                 |
| 2012 (85:e) | Hobbit: En oväntad resa                               | Peter Swords King, Rick Findlater och Tami Lane                 |
| 2013 (86:e) | Dallas Buyers Club                                    | Adruitha Lee och Robin Mathews                                  |
| 2013 (86:e) | Jackass Presents: Bad Grandpa                         | Stephen Prouty                                                  |
| 2013 (86:e) | The Lone Ranger                                       | Joel Harlow och Gloria Pasqua-Casny                             |
| 2014 (87:e) | The Grand Budapest Hotel                              | Frances Hannon och Mark Coulier                                 |
| 2014 (87:e) | Foxcatcher                                            | Bill Corso och Dennis Liddiard                                  |
| 2014 (87:e) | Guardians of the Galaxy                               | Elizabeth Yianni-Georgiou och David White                       |
| 2015 (88:e) | Mad Max: Fury Road                                    | Lesley Vanderwalt, Elka Wardega och Damian Martin               |
| 2015 (88:e) | Hundraåringen som klev ut genom fönstret och försvann | Love Larson och Eva von Bahr                                    |
| 2015 (88:e) | The Revenant                                          | Siân Grigg, Duncan Jarman och Robert Pandini                    |
| 2016 (89:e) | Suicide Squad                                         | Alessandro Bertolazzi, Giorgio Gregorini och Christopher Nelson |
| 2016 (89:e) | En man som heter Ove                                  | Eva von Bahr och Love Larson                                    |
| 2016 (89:e) | Star Trek Beyond                                      | Joel Harlow och Richard Alonzo                                  |
| 2017 (90:e) | Darkest Hour                                          | Kazuhiro Tsuji, David Malinowski och Lucy Sibbick               |
| 2017 (90:e) | Victoria & Abdul                                      | Daniel Phillips och Lou Sheppard                                |
| 2017 (90:e) | Wonder                                                | Arjen Tuiten                                                    |
| 2018 (91:a) | Vice                                                  | Greg Cannom, Kate Biscoe och Patricia DeHaney                   |
| 2018 (91:a) | Gräns                                                 | Göran Lundström och Pamela Goldammer                            |
| 2018 (91:a) | Mary Queen of Scots                                   | Jenny Shircore, Marc Pilcher och Jessica Brooks                 |
| 2019 (92:a) | Bombshell – När tystnaden bryts                       | Kazu Hiro, Anne Morgan och Vivian Baker                         |
| 2019 (92:a) | 1917                                                  | Naomi Donne, Tristan Versluis och Rebecca Cole                  |
| 2019 (92:a) | Joker                                                 | Nicki Ledermann och Kay Georgiou                                |
| 2019 (92:a) | Judy                                                  | Jeremy Woodhead                                                 |
| 2019 (92:a) | Maleficent 2: Ondskans härskarinna                    | Paul Gooch, Arjen Tuiten och David White                        |

### 2020-talet
| År             | Film                           | Makeup-artist(er)                                                     |
| -------------- | ------------------------------ | --------------------------------------------------------------------- |
| 2020/21 (93:e) | Ma Rainey's Black Bottom       | Sergio Lopez-Rivera, Mia Neal och Jamika Wilson                       |
| 2020/21 (93:e) | Emma                           | Laura Allen, Marese Langan och Claudia Stolze                         |
| 2020/21 (93:e) | Hillbilly Elegy                | Patricia Dehaney, Eryn Krueger Mekash och Matthew W. Mungle           |
| 2020/21 (93:e) | Mank                           | Colleen LaBaff, Kimberley Spiteri och Gigi Williams                   |
| 2020/21 (93:e) | Pinocchio                      | Dalia Colli, Mark Coulier och Francesco Pegoretti                     |
| 2021 (94:e)    | The Eyes of Tammy Faye         | Linda Dowds, Stephanie Ingram och Justin Raleigh                      |
| 2021 (94:e)    | En prins i New York 2          | Mike Marino, Stacey Morris och Carla Farmer                           |
| 2021 (94:e)    | Cruella                        | Nadia Stacey, Naomi Donne och Julia Vernon                            |
| 2021 (94:e)    | Dune                           | Donald Mowat, Love Larson och Eva von Bahr                            |
| 2021 (94:e)    | House of Gucci                 | Göran Lundström, Anna Carin Lock och Frederic Aspiras                 |
| 2022 (95:e)    | The Whale                      | Adrien Morot, Judy Chin och Anne Marie Bradley                        |
| 2022 (95:e)    | The Batman                     | Naomi Donne, Mike Marino och Mike Fontaine                            |
| 2022 (95:e)    | Black Panther: Wakanda Forever | Camille Friend och Joel Harlow                                        |
| 2022 (95:e)    | Elvis                          | Mark Coulier, Jason Baird och Aldo Signoretti                         |
| 2022 (95:e)    | På västfronten intet nytt      | Heike Merker och Linda Eisenhamerová                                  |
| 2023 (96:e)    | Poor Things                    | Nadia Stacey, Mark Coulier och Josh Weston                            |
| 2023 (96:e)    | Golda                          | Karen Hartley Thomas, Suzi Battersby och Ashra Kelly-Blue             |
| 2023 (96:e)    | Maestro                        | Kazu Hiro, Kay Georgiou och Lori McCoy-Bell                           |
| 2023 (96:e)    | Oppenheimer                    | Luisa Abel                                                            |
| 2023 (96:e)    | Snöns brödraskap               | Ana López-Puigcerver, David Martí och Montse Ribé                     |
| 2024 (97:e)    | The Substance                  | Pierre-Oliver Persin, Stéphanie Guillon och Marilyne Scarselli        |
| 2024 (97:e)    | A Different Man                | Mike Marino, David Presto och Crystal Jurado                          |
| 2024 (97:e)    | Emilia Pérez                   | Julia Floch Carbonel, Emmanuel Janvier och Jean-Christophe Spadaccini |
| 2024 (97:e)    | Nosferatu                      | David White, Traci Loader och Suzanne Stokes-Munton                   |
| 2024 (97:e)    | Wicked                         | Frances Hannon, Laura Blount och Sarah Nuth                           |